# Jeleniakowate
Jeleniakowate (Elaphomycetaceae  Tul. ex Paol)  – rodzina grzybów z rzędu krop (Eurotiales).

## Systematyka
Pozycja w klasyfikacji według Index Fungorum: Eurotiales, Eurotiomycetidae, Eurotiomycetes, Pezizomycotina, Ascomycota, Fungi.
Rodzinę tę do taksonomii grzybów wprowadzili Louis René Tulasne i Giulio Paoletti w 1889 r. Według Index Fungorum, który bazuje na Dictionary of the Fungi, należą do niej rodzaje:
- Elaphomyces Nees 1820 – jeleniak
- Pseudotulostoma O.K. Mill. & T.W. Henkel 2001